# Шељехов
Шељехов (рус. Шелехов) град је у Русији у Иркутској области.

## Становништво
| 1959.  | 1970.  | 1979.  | 1989.  | 2002.  | 2010.  |
| ------ | ------ | ------ | ------ | ------ | ------ |
| 13.044 | 29.889 | 40.561 | 47.702 | 47 520 | 47.643 |

## Градови побратими
- Номи
- Риљск